# 人种地理学
人种地理学（Racial Geography）是一门研究人类各人种的形成、地域分布、迁移及其与地理环境关系的学科，是人文地理学的一个分支。

## 发展史
- 1775年－德国格丁根大学教授J.F.布卢门巴赫发表《人种的自然起源》,把人类划分为5个人种：高加索人种、蒙古人种、埃塞俄比亚人种、亚美利加人种、马来人种。
- 1800年－法国G.居维叶把人类划分为3个人种：高加索人种、蒙古人种和尼格罗人种。
- 1870年－英国T.H.赫胥黎把人类划分为4个人种:高加索人种、蒙古人种、尼格罗人种和澳大利亚人种。
- 1927年－澳大利亚地理学家美国芝加哥大学教授G.泰勒发表著作《环境与人种》（曾译为《人种地理学》）。
- 1929年－德国B.伦什倡议用“地理人种”和次一级的“地域人种”两个词。
- 1961年－美国S.M.加恩提出更低一级的“小人种”一词，并首次采用上述3级系统，把全世界人类划分为9大地理人种，32个地域人种。

## 分类
- 地理人种
- 地域人种
- 小人种